# Grotta di Atxurra
La Grotta di Atxurra è una grotta e un sito archeologico che si trova nel comune basco di Berriatua nel nord della Spagna.

## Scoperta
La grotta fu scoeprta nel 1882 durante i lavori per la costruzione di una nuova strada; da allora fu liberamente frequentata, fino a quando nel 1929 furono trovate incisioni preistoriche vicino all’ingresso superiore. Esplorata nuovamente a partire dal 2014, nel 2015, a seguito dell'apertura di una cavità precedentemente ostruita, furono scoperte centinaia di raffigurazioni e incisioni preistoriche. 

## Descrizione
La grotta conserva pitture parietali e incisioni datate al Magdaleniano medio e tardo, un periodo compreso tra 16 000 e 14 000 anni dal presente (BP - Before Present in inglese), tra le più famose dei Paesi Baschi. 
Si tratta di 14 settori decorati con 113 figure di animali, principalmente cavalli e bisonti e, in misura minore, capre, cervi, renne e uri, incisi o realizzati in pittura nera o rossa.